# Franck Dépine
Franck Dépine (ur. 11 kwietnia 1959 w Lyonie) – francuski kolarz torowy, czterokrotny medalista mistrzostw świata.

## Kariera
Pierwszy sukces w karierze Franck Dépine osiągnął w 1979 roku, kiedy wspólnie z Yavé Cahardem zdobył złoty medal w wyścigu tandemów na mistrzostwach świata w Amsterdamie. Wynik ten powtórzył także cztery lata później, podczas mistrzostw świata w Zurychu, gdzie partnerował mu Philippe Vernet. W tej samej konkurencji Dépine zdobył również srebrne medale na mistrzostwach świata w Besançon w 1980 roku (z Yvonem Cloarekiem) oraz mistrzostwach w Barcelonie w 1984 roku (z Vernetem). Brał również udział w rozgrywanych w 1984 roku igrzyskach olimpijskich w Los Angeles, gdzie rywalizację w sprincie indywidualnym zakończył w eliminacjach. Ponadto w 1980 roku zdobył brązowy medal mistrzostw kraju w wyścigu na 1 km.